# Тойнби, Арнольд Джозеф
Арно́льд Джо́зеф То́йнби (англ. Arnold Joseph Toynbee; 14 апреля 1889 года, Лондон — 22 октября 1975 года, Йорк) — британо-английский историк, социолог, философ истории и культуролог.
Исследовал международную историю и процессы глобализации, критиковал концепцию европоцентризма. Наибольшую известность ему принёс его 12-томный труд «Постижение истории».
Профессор Лондонской школы экономики, член Британской академии (1937), Американского философского общества (1941), иностранный член французской Академии моральных и политических наук (1965).

## Биография
Сын Гарри Валпи Тойнби (1861—1941), секретаря общественной благотворительной организации и его жены Сары Эдик Маршал (1859—1939); сестра Жаклин Тойнби — археолог и искусствовед. Внук Джозефа Тойнби, племянник экономиста Арнольда Тойнби (1852—1883). Являлся потомком известных британских интеллектуалов в течение нескольких поколений.
Получил стипендию в Винчестерский и Бейлиол-колледжи, в Оксфорд на гуманитарное направление (1907—1911 гг.). Прошёл обучение в Британской школе в Афинах — в дальнейшем эта подготовка сильно повлияла на его труд «Постижение Истории». В 1912 году начал преподавать античную историю в Бейлиол-колледже. В 1915 году начал работу в разведывательном департаменте Министерства иностранных дел Британии. Делегат на Парижской мирной конференции в 1919 году, после чего назначен профессором византийских и современных греческих исследований в Лондонском университете. С 1921 по 1922 год корреспондент «Гардиан». Опыт, приобретённый за время греко-турецкой войны, способствовал появлению на свет публикации «Западный вопрос в Греции и Турции». В 1925 году стал профессором в области исследований международной истории в Лондонской школе экономики и директором Королевского института международных отношений в Лондоне.
В 1943 году глава исследовательского отдела британского МИД по вопросам послевоенного устройства мира.
Первой его женой в 1913 году стала Розалина Мюррей (1890—1967), дочь Гилберта Мюррея, известного британского учёного, специалиста по Древней Греции. У Арнольда и Розы родилось 4 сына, один из которых стал известным британским писателем — Филип Тойнби. Арнольд Тойнби развёлся с Розой Мюррей в 1946 году и женился на своей научной ассистентке Веронике М. Болтер (1893—1980 гг.).
Арнольд Джозеф Тойнби скончался в Йорке, столице графства Норт-Йоркшир, 22 октября 1975 года в возрасте 86 лет. В честь историка назван астероид 7401 Тойнби.
Автор многих работ, статей, выступлений и презентаций, а также 67 книг, переведённых на многие языки мира.

## Научное и культурное наследие

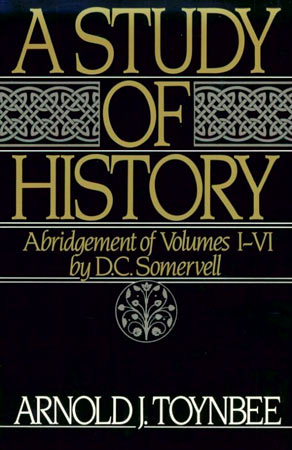
«Постижение истории», издательство Оксфордского университета

Майкл Лэнг говорил, что для большей части XX века «Тойнби был, пожалуй, самым читаемым, переводимым и обсуждаемым учёным современности. Его вклад был огромен — сотни книг, памфлеты и статьи. Многие из них были переведены на 30 разных языков… критическая реакция на работы Тойнби представляет собой целую научную историю середины века: мы обнаруживаем длинный список самых важных в истории периодов, Бирд, Бродель, Коллингвуд и так далее». В его самом известном труде «Постижение истории», опубликованном в период с 1934 по 1961 годы, Тойнби «…рассмотрел рассвет и закат 26 цивилизаций в рамках курса истории человечества, и сделал вывод: что они расцветали по причине успешной реакции обществ на вызовы под руководством мудрых меньшинств, состоящих из лидеров элиты».
«Постижение истории» является одновременно и коммерческим, и научным феноменом. Только в США более семи тысяч комплектов десятитомного издания было продано уже к 1955 году. Большинство людей, включая учёных, поначалу полагались только на сокращённое издание первых шести глав подготовленных британским историком Дэвидом Черчилем Самервелом и изданное в 1947 году. 300 000 экземпляров данного сокращения было продано на территории США. Многочисленные издания пестрели статьями на тему популярной работы Тойнби, повсюду проводились лекции и семинары на тему книги «Постижение истории». Арнольд Тойнби порой лично принимал участие в таких обсуждениях. В том же самом году он даже появился на обложке журнала «Тайм». Заголовок гласил: «Самая дерзкая историческая теория написанная в Англии со времён „Капитала“ Карла Маркса». Так же Тойнби был постоянным обозревателем на Би-би-си (выступал, принимая во внимание то, как не-западные цивилизации смотрят на западный мир, рассматривал историю и причины современной вражды между Востоком и Западом).
Канадский историк экономики Гарольд Адамс Иннис был ярким примером сторонников теории Тойнби среди канадских исследователей. Вслед за Тойнби и другими авторами (Шпенглер, Сорокин, Крёбер и Кочрэйн), Иннис исследовал расцвет цивилизаций с точки зрения правительства империй и средств массовых коммуникаций. Цивилизационная теория Тойнби была принята многими учёными, например, Эрнст Роберт Курциус в качестве варианта парадигмы в послевоенном пространстве. Курциус был последователем Тойнби и считал, что автор «Постижения истории» создал огромную базу для нового изучения латинской литературы. «Как культуры, так и исторические объекты, которые являются культурным информационных источником, появляются, расцветают и распадаются? Только сравнительная морфология с особыми подходами способна, возможно, дать ответ на эти вопросы. Именно Арнольд Джозеф Тойнби поставил такой вопрос перед миром».
Уже в 1960-х годах теория Тойнби теряет свою популярность в науке и средствах массовой информации, однако многие историки продолжают ссылаться на «Постижение истории» вплоть до наших дней.

## Теория локальных цивилизаций Тойнби
Тойнби рассматривал всемирную историю как систему условно выделяемых цивилизаций, проходящих одинаковые фазы от рождения до гибели и составляющих ветви «единого дерева истории». Цивилизация, по Тойнби, — это замкнутое общество, характеризующееся при помощи двух основных критериев: религия и форма её организации; территориальный признак, степень удалённости от того места, где данное общество первоначально возникло.
Тойнби выделяет 21 цивилизацию:
1. египетская,
2. андская,
3. древнекитайская,
4. минойская,
5. шумерская,
6. майяская,
7. сирийская,
8. индская,
9. хеттская,
10. эллинская,
11. западная,
12. дальневосточная (в Корее и Японии),
13. православная христианская (основная) (в Византии и на Балканах),
14. православная христианская в России,
15. дальневосточная (основная),
16. иранская,
17. арабская,
18. индуистская,
19. мексиканская,
20. юкатанская,
21. вавилонская.

В основе теории развития цивилизаций идея возникновения и развития цивилизаций в виде ответа на глобальные вызовы своего времени. Механизм рождения и развития цивилизации связан с ответом на вызовы, которые постоянно бросает народам природное и социальное окружение (суровый климат, частые землетрясения или наводнения, войны, культурная экспансия и т. д.). Творческое меньшинство должно успешно ответить на вызов, решив проблему. Тойнби выделяет 21 цивилизацию (хотя в последующей разработке своей классификации он доводит это число до 37 или 39 цивилизаций, из которых 13 определяет как «независимые», а остальные как «дочерние» или вторичные), из которых в XX веке осталось существовать только 10 цивилизаций, и 8 из них находятся под угрозой ассимиляции с западной культурой. Несмотря на своеобразие каждой цивилизации существует единая логика их развития — прогресс духовности и религии.
Учёным были выдвинуты критерии оценки цивилизаций: устойчивость во времени и пространстве, в ситуациях Вызова и взаимодействия с другими народами. Смысл цивилизации он видел в том, что сопоставимые единицы (монады) истории проходят сходные этапы развития. Успешно развивающиеся цивилизации проходят стадии возникновения, роста, надлома и разложения. Развитие цивилизации определяется тем, способно ли творческое меньшинство цивилизации находить ответы на вызовы природного мира и человеческой среды. Тойнби отмечает следующие типы вызовов: вызов сурового климата (египетская, шумерская, китайская, майяская, андская цивилизации), вызов новых земель (минойская цивилизация), вызов внезапных ударов от соседних обществ (эллинская цивилизация), вызов постоянного внешнего давления (русская православная, западная цивилизация) и вызов ущемления, когда общество, утратив нечто жизненно важное, направляет свою энергию на выработку свойств, возмещающих потерю. Каждая цивилизация даёт сформулированный её «творческим меньшинством» ответ на вызов, бросаемый ей природой, социальными противоречиями и в особенности другими цивилизациями. На стадиях возникновения и роста творческое меньшинство находит ответ на вызовы окружения, авторитет его растёт и происходит рост цивилизации. На стадиях надлома и разложения творческое меньшинство утрачивает способность находить ответы на вызовы окружения и превращается в элиту, стоящую над обществом и управляющую уже не силой авторитета, а силой оружия. Большинство населения цивилизации превращается во внутренний пролетариат. Правящая элита создаёт универсальное государство, внутренний пролетариат — Вселенскую церковь, внешний пролетариат создаёт мобильные военные отряды.
В центре историософских построений Тойнби лежит концепция эллинской цивилизации.
Учёный принципиально отвергал категорию общественно-экономической формации.

## Тойнби о России
Основным вызовом, определившим развитие русской православной цивилизации, Тойнби считает непрерывное внешнее давление. Впервые оно началось со стороны кочевых народов в 1237 году походом хана Батыя. Ответ заключался в изменении образа жизни и обновлении социальной организации. Это позволило впервые за всю историю цивилизаций оседлому обществу не только победить евразийских кочевников, но и завоевать их земли, преобразовав кочевые пастбища в крестьянские поля, а стойбища — в оседлые деревни. В следующий раз сильное давление на Россию последовало в XVII веке со стороны западного мира. Польская армия в течение двух лет оккупировала Москву. Ответом на этот раз было основание Петербурга Петром Первым и создание русского флота на Балтийском море.
Утвердившийся в России большевизм с его коммунистической идеей Тойнби рассматривал как «контрудар», отбивающий назад то, что Запад навязал России в XVIII веке. Здесь — общая точка с идеологиями «евразийства», «сменовеховства» и национал-большевизма. Экспансия коммунистических идей явилась, по Тойнби, лишь одним из неизбежных ответов на противоречие «между западной цивилизацией как агрессором и другими цивилизациями как жертвами». Свидетель гибели викторианской Англии, двух мировых войн и распада колониальной системы, Тойнби утверждал, что «на вершине своего могущества Запад сталкивается с незападными странами, у которых достаточно стремления, воли и ресурсов, чтобы придать миру незападный облик». Тойнби предсказывал, что в XXI веке определяющим историю вызовом станут выдвинувшая собственные идеалы Россия (которую Запад не жаждет принять в свои объятия), исламский мир и Китай.

## Критика
Теоретические построения А. Тойнби вызвали неоднозначную реакцию у профессиональных историков и философов и впоследствии были в значительной степени отвергнуты учёными.
Б. Л. Губман отмечает: 

Универсалистское видение культурно-исторического развития, предложенное им, опирается на идею единства человеческого рода, способного к обогащению опытом традиции, транслирующей общегуманистические ценности. Построения британского теоретика резюмируют богатейший эмпирический материал, содержат обобщения, побуждающие с серьёзным размышлениям. Особый интерес представляет его взгляд на судьбы истории XX столетия, отмеченного единением всего планетарного сообщества, ищущего ответ на вызов глобальных проблем современности. Наследие Тойнби интересно в плане воплощения общегуманистических ценностных установок в разработку стратегии нового мышления, устремлённой на анализ сложных коллизий ядерного века. Оно призывает задуматься над взаимосвязью минувшего и современности, единством и многообразием культурно-исторического процесса, прогрессом и поливариантностью путей развития человечества, перспективами его будущего.
Известный французский историк, один из основателей школы «Анналов» Люсьен Февр оставил следующие комментарии:

Сравнительная история глазами Тойнби… Что это такое, как не воскрешение в XX веке старого литературного жанра, бывшего в своё время популярным, давшим столько шедевров? От Лукреция до Фонтенеля жанр этот именовался «Диалогами мёртвых». Подытожим в двух словах. То, что в «A Study of History» достойно похвалы, не представляет для нас ничего особенно нового. А то, что есть в нём нового, не представляет особенной ценности… Нам не преподнесли никакого нового ключа. Никакой отмычки, с помощью которой мы бы могли открыть двадцать одну дверь, ведущую в двадцать одну цивилизацию. Но мы никогда и не стремились завладеть такой чудодейственной отмычкой. Мы лишены гордыни, зато у нас есть вера. Пусть до поры до времени история остаётся Золушкой, сидящей с краю стола в обществе других гуманитарных дисциплин. Мы отлично знаем, почему ей досталось это место. Мы сознаём также, что и её коснулся глубокий и всеобщий кризис научных идей и концепций, вызванный внезапным расцветом некоторых наук, в частности физики… И в этом нет ничего страшного, ничего такого, что могло бы заставить нас отречься от нашего кропотливого и нелёгкого труда и броситься в объятия к шарлатанам, к наивным и в то же время лукавым чудотворцам, к сочинителям дешёвых (но зато двадцатитомных) опусов по философии истории
 Л. Февр также назвал Тойнби фокусником, который с легкостью жонглирует народами, обществами и цивилизациями прошлого и настоящего, тасуя и перетасовывая Европу и Африку, Азию и Америку.
Российский философ А. А. Ивин отмечает религиозность работ Тойнби:

Разбивая историю на отдельные, локальные цивилизации, Тойнби вместе с тем пытается восстановить идею единства мировой истории, придавая этому единству религиозный смысл. Через отдельные цивилизации история ведёт от примитивных обществ к цивилизациям, порождающим высшие религии и приобщённого к ним человека, способного остро ощущать существование иного, небесного мира.

…

Концепция Тойнби поражает грандиозностью своего замысла — охватить всю человеческую историю и описать все появившиеся в её ходе цивилизации. Чрезвычайно богатая деталями и верными наблюдениями, касающимися отдельных цивилизаций и их сравнения, концепция завершается, однако, превознесением мировых религий и констатацией того, что история — это божественная творческая сила в движении.— Ивин А. Философия истории
Ивин усматривает в религиозном уклоне ограниченность анализа в работах Тойнби лишь прошлыми цивилизациями, где религия действительно играла существенную роль. Тойнби почти ничего не говорит об истории XX века и даже события XIX века упоминаются им мимоходом.

Самое важное — соотношение человека с ландшафтом — концепцией А. Тойнби не решено, а запутано. Тезис, согласно которому суровая природа стимулирует человека к повышенной активности, с одной стороны, — вариант географического детерминизма, а с другой — просто неверен. Климат около Киева, где сложилось Древнерусское государство, отнюдь не тяжёл. Заявление, что «господство над степью требует от кочевников так много энергии, что сверх этого ничего не остаётся» (с. 167—169), показывает неосведомлённость автора. Алтай и Ононский бор, где сложились тюрки и монголы, — курортные места. Если море, омывающее Грецию и Скандинавию, — «вызов», то почему греки «давали на него ответ» только в VIII—VI вв. до н. э., а скандинавы — в IX—XII вв. н. э.? А в прочие эпохи не было ни победоносных эллинов, ни отчаянных хищных финикийцев, ни грозных викингов, а были ловцы губок или селёдки? Шумеры сделали из Двуречья Эдем, «отделяя воду от суши», а турки всё так запустили, что там опять образовалось болото, хотя, по А. Тойнби, они должны были ответить на «вызов» Тигра и Евфрата. Всё неверно.

Не менее произвольной выглядит и географическая классификация цивилизации по регионам. У Тойнби в одну цивилизацию зачислены Византийская и Турецкая империи только потому, что они располагались на одной территории, причём не греки и албанцы, а османы почему-то объявлены «задержанными» (?!). В «сирийскую цивилизацию» попали Иудейское царство, Ахеменидская империя и Арабский халифат, а Шумер и Вавилон разделены на материнскую и дочернюю. Очевидно, критерием классификации был произвол автора.— Гумилёв Л. Н. Этногенез и биосфера Земли. Почему я не согласен с А. Тойнби
Ю. И. Семёнов утверждал, что «Тойнби подгоняет реально существующие общества и системы обществ под свои схемы, не останавливаясь перед прямым насилием над фактами».
Чесноков Г. Д. отмечает, что Тойнби абсолютизирует метод сравнительного анализа, рассматривает цивилизации как существующие вне времени, использует религиозное обоснование концепции локальных цивилизаций.